# Hans Egger (Geologe)

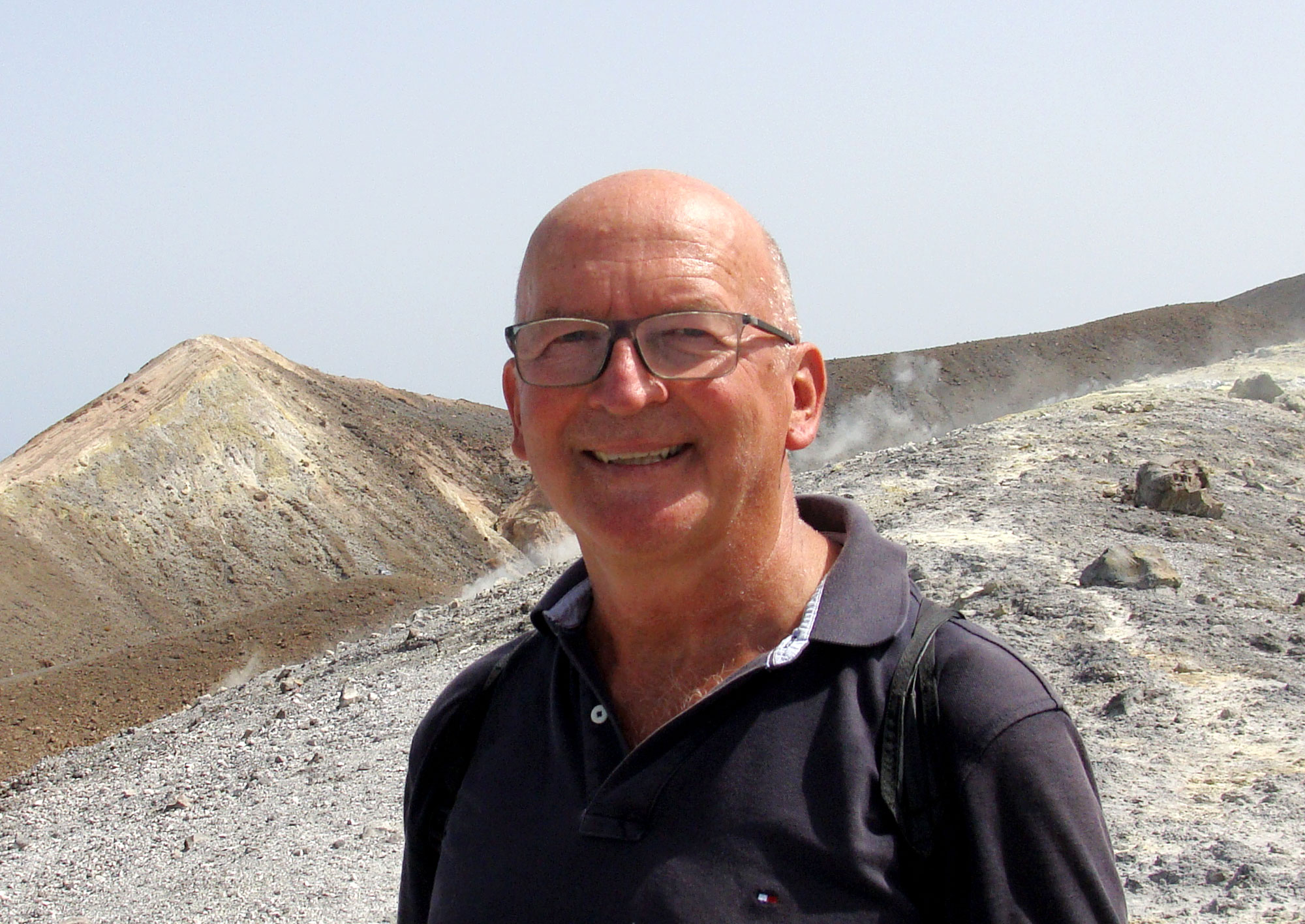
Hans Egger (2006)

Hans Egger (* 12. Februar 1960 in Elsbethen bei Salzburg) ist ein österreichischer Geologe und Stratigraph.

## Berufliche Laufbahn
Hans Egger studierte Geologie und Paläontologie an der Universität Salzburg, wo er ab 1982 an einer Dissertation in den oberösterreichischen Voralpen arbeitete. Daneben führte er als freier Mitarbeiter der Geologischen Bundesanstalt ab 1981 Kartierungsarbeiten im Bundesland Salzburg durch. Die Promotion an der Universität Salzburg erfolgte im Juni 1986. Nach dem Präsenzdienst beim Landwehrstammregiment 81 in Salzburg folgte von Juni 1987 bis Juni 1988 eine Postdoc-Ausbildung an der Geologischen Bundesanstalt bei Herbert Stradner, deren Schwerpunkt auf der stratigraphischen Auswertung von kalkigem Nannoplankton der Kreide und des Paläogens lag. Im Jahr 1989 erhielt Egger für seine Arbeit „Zur Geologie der Flyschzone im Bundesland Salzburg“ den Förderpreis des Landes Salzburg. In den Jahren 1989 und 1990 führte er archäometrische Untersuchungen auf den archäologischen Grabungen Tell el-D’aba in Ägypten (Österreichisches Archäologisches Institut) und in Tell Karanovo in Bulgarien (Institut für Archäologie der Universität Salzburg) durch. Im November 1990 erfolgte die Anstellung an der Geologischen Bundesanstalt. Im Jänner 2008 wurde Egger zum Leiter der Abteilung für Paläontologie und Stratigraphie ernannt, womit die Verleihung des Amtstitels „Hofrat“ verbunden war. Von 2008 bis 2012 war Egger auch Mitglied der Kommission für die paläontologische und stratigraphische Erforschung Österreichs an der Österreichischen Akademie der Wissenschaften. Lehrveranstaltungen zur regionalen Geologie wurden von Egger an der Universität Salzburg abgehalten.

## Forschungsarbeit
Seine Forschungsarbeiten konzentrieren sich auf die geologische Kartierung von Gebieten am nördlichen Alpenrand (die geologischen Kartenblätter ÖK 64, 66, 67, 69 und 56 liegen mit Erläuterungen gedruckt vor, können im Onlineshop der Geosphere Austria erworben werden und sind als PDFs kostenlos herunterladbar). Weitere umfangreiche Kartierungen wurden für die ebenfalls abgeschlossenen Bundesländerkarten Niederösterreich, Oberösterreich und Salzburg durchgeführt. Ein Forschungsschwerpunkt, zu dem zahlreiche Fachpublikationen verfasst und zahlreiche Fachvorträge bei internationalen Tagungen gehalten wurden, war die Untersuchung von alpinen Oberkreide- und Paläogenablagerungen. Dazu organisierte Egger als Convenor im Jahr 2011 die internationale Tagung „Climate and Biota of the Early Paleogene“, an der Geowissenschaftler aus 27 Ländern teilnahmen.
Neben seinen Forschungsarbeiten, die in rund 200 Publikationen dokumentiert sind, verfasste Egger regelmäßig populärwissenschaftliche Artikel für den österreichischen Alpenverein, publizierte Bücher und Reiseberichte und engagierte sich im Naturschutz. Die Unterschutzstellung des Hochsteins (2008) und der Frauengrube (2012) als Salzburger Naturdenkmale gehen auf seine Anregung und Expertise zurück.

## Dedikationsnamen
Die Art Planolithus eggeri Ćorić & Galović wurde nach Hans Egger benannt.

## Ehrenamtliche Tätigkeiten
Ehrenamtlich war Egger von 1991 bis 2004 Vorstandsmitglied der Österreichischen Geologischen Gesellschaft und als Generalsekretär von 1991 bis 2000 auch Mitglied der Geschäftsführung dieser Gesellschaft. In diese Zeit fällt die Bewerbung Österreichs um den Internationalen Geologenkongress (IGC) 2004, der in Wien abgehalten werden sollte. Egger war Mitglied des Steering Committee für die Bewerbung um diese Großveranstaltung und Teilnehmer an den IGC in Beijing (1996), Rio de Janeiro (2000) und Florenz (2004). Im Vorfeld dieser Bewerbung war er in Wien an der Organisation von Tagungen der American Association of Petroleum Geologists (1997), der Karpato-Balkanischen Geologischen Assoziation (1998), der Geologischen Vereinigung (2000) und des Internationalen Kreide-Symposiums (2000) maßgeblich beteiligt.

## Ausgewählte Publikationen
Als Autor:
- Wienerwald – Geologie, Stratigraphie, Landschaft und Exkursionen. Gemeinsam mit Godfrid Wessely, Verlag Gebrüder Borntraeger, Stuttgart 2014, 204 S., ISBN 978-3-443-15098-3
- Lebensräume – Ausflüge in die Erdgeschichte von Salzburg und Oberbayern. Verlag Anton Pustet, Salzburg 2017, 144 S., ISBN 978-3-7025-0870-8
- Habitats – Excursions into the Earth History of Salzburg and Upper Bavaria. Translated by Kathleen Histon, Verlag Anton Pustet, Salzburg 2017, 144 S., ISBN 978-3-7025-0881-4
- Als ich das Weite suchte – Reise- und Wandernotizen aus Ozeanien und Südostasien. Verlag myMorawa, Wien 2019, 347 S., ISBN 978-3-99093-177-6
- Bunte Steine – Ausflüge in die Erdgeschichte zwischen Ybbs- und Trauntal. Verlag Anton Pustet, Salzburg 2020, 160 S., ISBN 978-3-7025-0991-0
- Ostalpen-Saga – Die Biografie eines Gebirges. Verlag Anton Pustet, Salzburg 2023, 288 S., ISBN 978-3-7025-1084-8 Shortlist-Nominierung für das Wissenschaftsbuch des Jahres 2024.

Als Herausgeber:
- Selected Type Specimens in the Collections of the Geological Survey of Austria. – Jahrbuch der Geologischen Bundesanstalt, Band 150, Wien 2010, 320 S., ISSN 0378-0864
- Climate & Biota of the Early Paleogene 5th–8th June, Salzburg/Austria. – Field Trip Guidebook. – Paleogene Stratigraphy of Austria and Eastern Bavaria. – Berichte der Geologischen Bundesanstalt, Band 86, Wien 2011, 131 S., ISSN 1017-8880

## Presseartikel
- Meine Steine lügen nie, In: Republik 03/14
- Einblicke in versteinertes Leben. In: Der Standard (Wissenschaft), 5. Februar 2008
- Ausbruch erdgeschichtlich „völlig unbedeutend“. In: Der Standard (Panorama), 20. April 2010
- Salzburg ist steinreich. In: Salzburger Nachrichten, 1. Juli 2017
- Asche-Schatz von Anthering. In: Kronen Zeitung (Salzburg), 29. Juni 2010
- Auf Spurensuche im Wienerwald. In: Mein Bezirk, 16. Dezember 2014